# 劉季連
劉季連（5世纪—505年），字惠续，南朝宋皇族，南朝齐官员。宋武帝劉裕族弟劉思考之子。劉思考是劉裕曾祖父劉混弟弟劉淳的曾孫，位至金紫光禄大夫。

## 生平
劉季連以皇族早年历任清显之官。南朝齐高帝蕭道成即位，诛杀南朝宋宗室近親，将及劉季連，太宰褚淵求情免死。
建元年間，劉季連担任尚書左丞。永明初年，出任江夏郡内史，历任平南長史、長沙郡内史，冠军长史、广陵郡太守，并行府州事。入朝担任給事黄門侍郎，转任太子中庶子。建武年間，出为平西萧遥欣長史、南郡太守。齐明帝諸子幼弱，内亲仰仗宗室蕭遙光兄弟，外亲仰仗太后弟劉暄、内弟江祏。蕭遙光之弟蕭遙欣担任荊州刺史，驻守江陵，多招宾客，扶植自己的势力，明帝非常讨厌他。劉季連被蕭遙欣侮辱，于是怀恨，上表明帝说蕭遙欣意图谋反。明帝采纳，改封蕭遙欣为雍州刺史，移驻襄陽。497年（建武四年）劉季連担任辅国将军、益州刺史，据蕭遙欣上游牵制。
萧宝卷即位，499年（永元元年）劉季連被召回朝中担任右衛将軍，道断不至。劉季連統治益州严酷，当地人多怀不满。九月，劉季連征发人丁五千人，由中兵参軍宋買率领，攻打中水。穰人李托豫得知，将其击退。宋買逃回益州。于是益州郡县多发叛乱。当月，巴西郡赵续伯杀五城县令，驱赶始平郡太守。十月，晋原郡乐宝称、李难当殺害太守。乐宝称自称南秦州刺史，李難当自称益州刺史。十二月，劉季連派遣参軍崔茂祖率领二千兵讨伐。当年冬天大寒、反乱軍伐树塞路。崔茂祖大敗逃回成都。
500年（永元二年）正月，新城郡帛養驱走遂寧郡太守譙希淵。三月，巴西郡雍道晞率乱軍一万人逼近巴西郡。雍道晞自称鎮西将軍，建元建義。巴西郡太守魯休烈涪县县令李膺守城，劉季連派中兵参軍李奉伯率兵五千救援巴西郡。李奉伯抵达巴西郡，与郡兵击败擒获雍道晞，在涪县街市斬杀。李奉伯進軍巴西郡東乡，討伐残党。李奉伯不听李膺劝谏，全軍入山大敗，逃回益州。六月，江陽郡程延期造反，太守何法藏被殺。魯休烈于是放弃巴西郡，投奔巴東国相蕭慧訓。十月，巴西郡赵续伯再反，集兵二万人，出广汉郡。劉季連进討叛乱，長史趙越常担任先鋒，战敗。劉季連派遣李奉伯从涪路讨伐。李奉伯別軍从潺亭与大军会合在城里，進攻反軍之栅，击败赵续伯。
501年（中興元年）春，蕭衍派遣心腹陳建孫将劉季連之弟劉子淵和劉季連二子送到益州，喻旨慰劳。蕭衍任命江陵齐和帝西台属下将軍邓元起为益州刺史。邓元起是南郡人，劉季連担任南郡太守时，两个人关系不好。典签朱道琛为劉季連府都録，有罪，劉季連想要杀了他，逃叛以免。朱道琛为鄧元起先到益州，鄧元起同意。朱道琛言语不恭，又历造府州人士，见器物就夺。当时人们传说鄧元起到达成都，一定杀害劉季連，劉季连深以为然。司馬朱士略劝说劉季連，派自己至巴西郡。朱士略留三子为人质，劉季連同意。劉季連偽称南齊宣德太后令，集兵造反。劉季連逮捕朱道琛处决。劉季連写信给朱士略，兼召李膺。李膺、朱士略没有接受劉季連使者。使者回到成都，鄧元起在巴西郡集結兵马。劉季連殺害朱士略三子。
502年（天监元年）六月，鄧元起抵达巴西，劉季連派遣部将李奉伯抵御。两者交战互有勝敗。李奉伯败退回到成都。劉季連闭城固守成都，鄧元起進軍包围成都。同年冬，劉季連部下城局参軍江希之以城投降失敗，被劉季連所杀。益州之乱持续二年，成都城中粮尽，饿死者相枕。503年（天监二年）正月，梁武帝蕭衍派遣主書趙景悦劝降劉季連，劉季連肉袒请罪。鄧元起把劉季連移到城外，待之以礼。劉季連说："早知如此，岂有前日之事。"鄧元起诛杀李奉伯等将軍，護送劉季連至建康。
劉季連抵达建康，被武帝接见。从東掖門进入，劉季連数步一叩首来面见武帝。武帝笑道："卿欲慕刘备而曾不及公孙述，岂无卧龙之臣乎。"劉季連再次叩首謝罪。劉季連受赦令为庶人。505年（天监四年）正月，劉季連出建陽門，被蜀人藺道恭殺害。此前劉季連在益州時，曾殺害藺道恭之父，藺道恭之後逃出。

## 延伸阅读
[在维基数据编辑]
 《梁書/卷20》，出自姚思廉《梁書》